# Contea di Wan'an
La contea di Wan'an (万安县S, Wàn'ān XiànP) è una contea della Cina, situata nella provincia di Jiangxi e amministrata dalla prefettura di Ji'an.